# Bocoa prouacensis
Bocoa prouacensis ist ein Baum aus der Gattung Bocoa innerhalb der Familie der Hülsenfrüchtler und der Unterfamilie der Schmetterlingsblütler (Faboideae).

## Beschreibung
Bocoa prouacensis wächst als Baum bis über 10–15 Meter hoch. Der Stammdurchmesser erreicht über 25 (50) Zentimeter. Die Borke ist grau-braun, etwas rau bis feinfurchig und im Alter schuppig bis abblätternd.
Die wechselständigen Laubblätter sind „unifoliolate“, also mit nur einem Fiederblättchen. Es ist meist ein kurzer, bis 1,5 Zentimeter langer Blattstiel vorhanden. Die kurz gestielten, ledrigen und kahlen, eiförmigen bis verkehrt-eiförmigen oder elliptischen, etwa 8–17 Zentimeter langen, oberseits dunkelgrünen, glänzenden, unterseits helleren Blättchen sind ganzrandig und meist abgerundet bespitzt oder spitz bis zugespitzt. Die Basis ist abgerundet bis spitz oder gestutzt. Am Blättchenstiel ist ein Pulvinus ausgebildet. Die kleinen Nebenblätter sind meist abfallend.
Die Blüten erscheinen in astblütigen, ramifloren, kürzeren Trauben. Die kleinen, zwittrigen und grünlichen Blüten sind kurz gestielt mit einfacher Blütenhülle, die Kronblätter fehlen. Es sind 3 kurze, im unteren Teil becherförmig verwachsene Kelchblätter vorhanden. Es sind bis zu 10 relativ kurze, vorstehende Staubblätter ausgebildet, der oberständige und gestielte, gynophore Fruchtknoten mit schlankem Griffel ist kahl.
Es werden ellipsoide, grüne, ledrige und kahle, bis 3 Zentimeter große, einsamige Früchte gebildet, die sich zweiklappig öffnen. Die Samen hängen dann an einem bis über 1 Meter langen Funiculus herab. Die rundlichen bis ellipsoiden, bräunlichen Samen besitzen oben einen weiß-gelblichen, zerschlitzten und fleischigen Arillus.

## Vorkommen
Bocoa prouacensis kommt in Suriname und Französisch-Guyana vor.

## Taxonomie
Bocoa prouacensis wurde 1775 von Jean Baptiste Christophore Fusée Aublet in Histoire des Plantes de la Guiane françoise ... Supplément Band 2 Seite 38 erstbeschrieben. Ein Synonym ist Bocoa edulis Baill.

## Verwendung

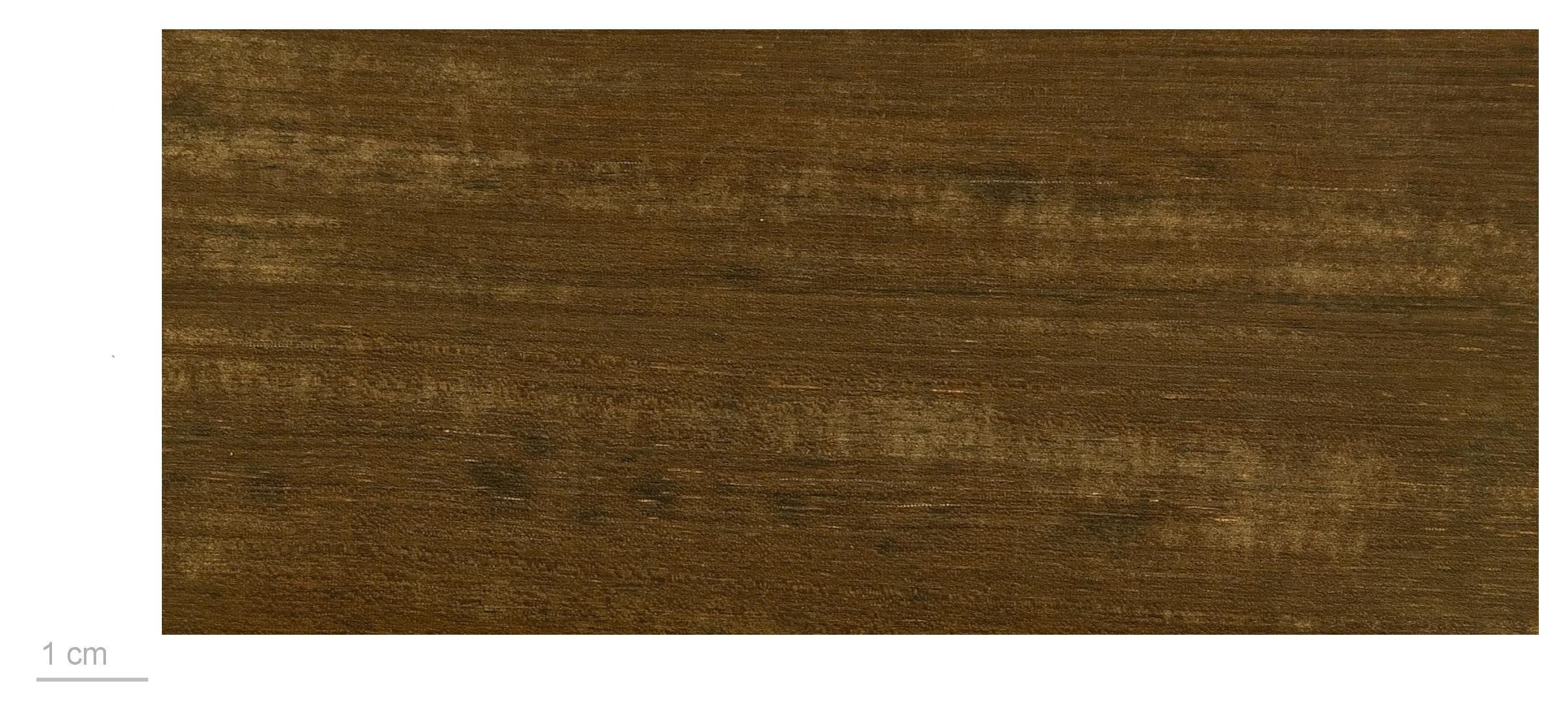
Bocoholz (Bocoa prouacensis)

Das dunkle, sehr hart und schwere, sehr beständige Holz, Eisenholz, Rebhuhnholz ist sehr begehrt. Es ist bekannt als Wa(o)mara, Boco, Boko oder Bois de fer. Mit Wamara werden auch Hölzer einiger Swartzia-Arten bezeichnet.